# Tysklands riksdag (1918–1933)

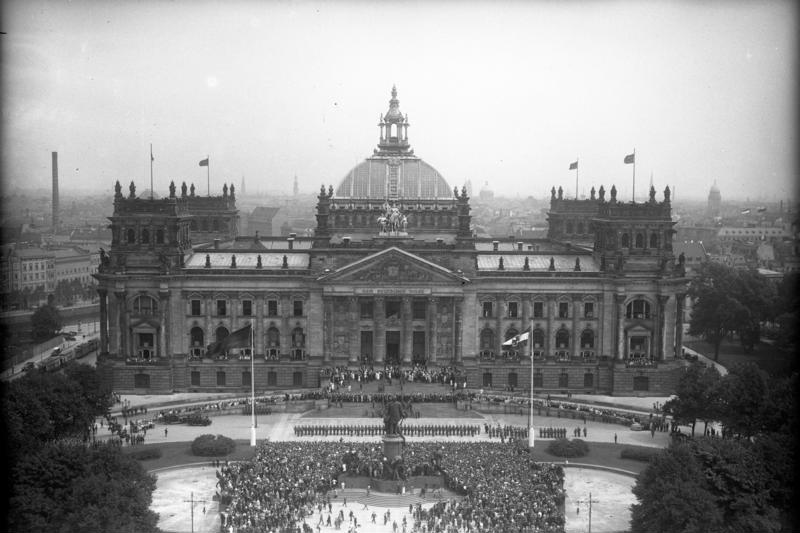
Riksdagshuset i Berlin, i augusti 1932.

Riksdagen (tyska: Reichstag) var från 1919 till 1933 Tysklands lagstiftande församling och var efterföljare till Tysklands riksdag (1871–1918). 
Riksdagen sammanträdde i riksdagshuset i Berlin. Tysklands rikspresident hade rätt att upplösa riksdagen.

## Val till riksdagen
1. Valet den 19 januari 1919 (se Valet till den tyska nationalförsamlingen)
2. Valet den 6 juni 1920 (se Riksdagsvalet i Tyskland 1920)
3. Valet den 4 maj 1924 (se Riksdagsvalet i Tyskland 1924 (maj))
4. Valet den 7 december 1924 (se Riksdagsvalet i Tyskland 1924 (december))
5. Valet den 20 maj 1928 (se Riksdagsvalet i Tyskland 1928)
6. Valet den 14 september 1930 (se Riksdagsvalet i Tyskland 1930)
7. Valet den 31 juli 1932 (se Riksdagsvalet i Tyskland 1932 (juli))
8. Valet den 6 november 1932 (se Riksdagsvalet i Tyskland 1932 (november))
9. Valet den 5 mars 1933 (se Riksdagsvalet i Tyskland 1933 (mars))

Några veckor efter det sista valet antogs Fullmaktslagen, vilket i praktiken gjorde Adolf Hitler till diktator.

## Riksdagens talmän
- 1920–1924: Paul Löbe
- 1924–1925: Max Wallraf
- 1925–1932: Paul Löbe
- 1932–1933: Hermann Göring